# Chi salta il fosso/Pun tan tai
Chi salta il fosso/Pun tan tai è un singolo di Loretta Goggi, pubblicato nel 1972.

## Descrizione
Il brano Chi salta il fosso venne presentato all'interno di diverse trasmissioni televisive tra cui Ieri e oggi condotta da Arnoldo Foà e Teatro 11, condotta dalla stessa Loretta con Franco Franchi. Nello stesso anno la cantante svedese Frida del celebre gruppo pop degli ABBA incise una cover del brano in svedese dal titolo Man Vill Ju Leva Lite Dessemellan, pubblicata su 45 giri e inclusa successivamente nelle ristampe dell'album Ring Ring.

## Tracce
Lato A
1. Chi salta il fosso – 2:56 (Franca Evangelisti, Vittorio Tariciotti e Marcello Marrocchi)

Lato B
1. Pun tan tai – 2:48 (Vittorio Tariciotti, Marcello Marrocchi)